# Ocean Boys Football Club
O Ocean Boys Football Club é um clube de futebol com sede em Brass, Bayelsa, Nigéria. A equipe compete no Campeonato Nigeriano de Futebol.

## História
O clube foi fundado em 2002.

## Treinadores
- Maurice Cooreman (2006)
- Tunde Disu (2007)
- Lucky Igadi (????)
- Evans Ogenyi (2008–09)
- Lawrence Akpokona (2009)
- Emmanuel Amuneke (2009–??)
- Samson Unuanuel (2011–12)
- Ada Gwegwe (2012–13)